# Rune Gjeldnes
Rune Gjeldnes, född 20 maj 1971 i Surnadal i Norge, är en norsk äventyrare och polarfarare. 
Rune Gjeldnes är utbildad marinjägare vid Marinejegerkommandoen i Ramsund. Han avslutade sin utbildning 1992 och tjänstgjorde där till och med 1997.

## Expeditioner
Torry Larsen och Rune Gjeldnes blev först i världen med att ha klarat av att korsa Norra ishavet. Det skedde från Severnaja Zemlja i Ryssland via Nordpolen till Cape Discovery i Kanada. De startade från Cape Arctichesky den 16 februari 2000. Ingen annan har hittintills kunnat klara av att genomföra samma expedition. 18 internationella expeditioner har försökt.
Han blev den förste i världen med att ha korsat bägge polerna utan assistans. Dessutom har han ensam genomfört världens längsta skidtur. Den var på 4804 km och innebar att han korsade Antarktis 2005/2006 utan påfyllnad av förnödenheter.

### Expeditionshistorik
| År        | Namn                     | Mål                                         | Varaktighet | Följe                                     | Utmärkelse                                           |
| --------- | ------------------------ | ------------------------------------------- | ----------- | ----------------------------------------- | ---------------------------------------------------- |
| 1996      | Grönland på längden      | Korsa Grönland från nord till syd (2928 km) | 86 dygn     | Torry Larsen                              | Det första framgångsrika försöket att korsa ön       |
| 1998      | Mt. Aconcagua            | Bestiga Aconcagua (6 962 m ö.h.)            | 11 dygn     | Ricky Hunt                                |                                                      |
| 1998      | Merevariexpedisjonen     | Paddla ned för Merevari-floden (650 km)     | 33 dygn     | Torry Larsen                              | Den första framgångsrika expeditionen                |
| 2000      | Arctic Ocean             | Korsa polarhavet från Ryssland till Kanada  | 109 dygn    | Torry Larsen                              | Den första framgångsrika expeditionen utan assistans |
| 2001      | The Devils Cave          | Ta sig fram till Djävulsgrottan i Amazonas  | 35 dygn     | Torry Larsen, Bjørn Loe och Andreas Hauer | Den första framgångsrika expeditionen                |
| 2005/2006 | Världens längsta skidtur | Korsa Antarktis på skidor (4804 km)         | 93 dygn     | Ensam                                     | Värdens längsta skidexpedition utan assistans        |
| 2009      | Madagaskar               | Paddla ned för Mangoky-floden (680 km)      | 42 dygn     | Hilde Aass                                | Den första framgångsrika expeditionen                |

## Utmärkelser
2010 utsågs Gjeldnes till Mungo Parkmedaljör och den 14 juni 2012 mottog han Mungo Parkmedaljen och hedersmedlemskap i Royal Scottish Geographical Society.